# 特捜戦隊デカレンジャー THE MOVIE フルブラスト・アクション
『特捜戦隊デカレンジャー THE MOVIE フルブラスト・アクション』（とくそうせんたいデカレンジャー ザ ムービー フルブラスト アクション）は、2004年9月11日より東映系で公開された日本の映画作品。特撮ヒーロー番組「スーパー戦隊シリーズ」『特捜戦隊デカレンジャー』の映画化作品である。同時上映は『劇場版 仮面ライダー剣 MISSING ACE』。

## 概要
『劇場版 百獣戦隊ガオレンジャー 火の山、吼える』以来3年ぶりに9月公開となった。従来の作品よりも10分ほど伸びた39分となり、大掛かりなアクションシーンが多く盛り込まれた。
『轟轟戦隊ボウケンジャーVSスーパー戦隊』では、「スーパー戦隊住所録」のテツの項にミリバルの事件とジェニオの事件との間に記載がある。

## あらすじ
デカレンジャーは、人間を機械奴隷にしてしまうウイルス金色の雪を持っている謎の組織を追跡していた。その組織は、4人組のアリエナイザーガスドリンカーズだった。
夜中にガスドリンカーズの捜査を行っていたバンは、マリーという女性に出会う。実は彼女は第17銀河系レスリー星のスペシャルポリスで、地球で潜入捜査していた。
マリーによると、ガスドリンカーズはレスリー星を金色の雪によって住民全てを機械奴隷にし、壊滅させた。しかし、彼らが持つワクチンを使えば住民を元に戻せることができると言い、ガスドリンカーズの捜査に協力するようになる。
しかし、突如マリーが金色の雪を持ち出してデカベースを脱走してしまう。

## 登場人物

### S.P.D.
マリー・ゴールド / デカゴールド
レスリー星担当捜査官のレスリー星人の女性。物静かで心優しく、その美しい歌声を捜査に活かす。白いSPライセンスを使用し、デカゴールドに変身可能だが、変身した姿は劇中で一瞬登場しただけで、変身直後に攻撃を受け変身が解かれる。ガスドリンカーズに故郷のレスリー星を滅ぼされ、彼らを追って地球に来る。とあるクラブで歌手として潜入捜査をしていた際にバンと出会い、共に捜査を行うが、実はガスドリンカーズに屈服してやむなく裏取引をしており、彼らのスパイとして押収された金色の雪をデカベースから盗み出すも、そのウイルスを体に注入させられる。武器はディースマッシャー01と02を持ち、自身の力として少しだけ時間を止める能力タイムストップを持っている。
シンボルナンバーはローマ数字のX（10）。
- 地球署とは対照的にフォーマルな装いで白をベースとしている。
- 監督の渡辺勝也は、新山千春がキャスティングされたことで方向性が見えたといい、新山自身が考えていた役のイメージも世界観にはまっていたと述べている。
- 脚本ではデカゴールドの描写はなく、渡辺は本格的に描くことができなかったと述べている。

### ガスドリンカーズ
機械の体を持つアルゴル星人4人組の凶悪犯罪チーム。第17銀河系レスリー星の軍事機密である人間を機械奴隷にする惑星破壊兵器金色の雪を使用してレスリー星を壊滅させた張本人であり、次のターゲットを地球に定めてやってきた。
- 人間体の姿、および怪人体の声は、かつての戦隊シリーズで敵幹部を演じたことのある俳優が務めている[2]。渡辺は、ファンサービス目的でのキャスティングであったと述べている[2]。
- ガスドリンカーズの名前の由来は粕取り焼酎の「カストリ」と「リカー（焼酎）」「ドリンカー（酒飲み）」から。アルゴル星人の名前の由来は「アルコール」とペルセウス座のβ星で"悪魔の星"と称される変光星「アルゴル」から。
- デザインは映画『ターミネーター』のエンドスケルトンをイメージしており、生物か機械か曖昧な存在として描かれている[9]。

アルゴル星人ヴォルガー
ガスドリンカーズのリーダー。失敗した者は、仲間であっても容赦なく叩きのめす残忍な性格。武器は専用の拳銃ダブルサタンマグナムでこれを使ってジュウクンドーの技を凶悪にアレンジしたジャアクンドーなる武術を用いり、肉体からエネルギーを放出するヴォルボンバーでとどめを刺す。また、腹部にイーガロイドを格納している。胸のタトゥーレリーフはスカル。
ジュウクンドーを扱うデカレッドと激しい銃撃戦を繰り広げ、一時は追い詰めるも、デカマスターの助太刀で形成が逆転し、ワクチンを奪われる。それでもなお立ち上がって惑星間転送装置でレスリー星に逃亡し、キラータンクでデカレンジャーロボを追い詰めるも、ブラストバギーの参戦でまたも形成が逆転、最後はキラータンクごとデリートされる。
- 名前の由来は「ウォッカ」から。サスペンションなど分かりやすいパーツを使用しないことで未知の機械生命体を目指している。
- メイクは遠藤本人が指定し、遠藤がかつて演じた『忍者戦隊カクレンジャー』の貴公子ジュニアのニュアンスを少し残している。セリフの言い方はドスを利かせたワルっぽいものではなく、怖さを出すため淡々と喋っている。失敗した仲間を痛めつけるシーンでは、生々しく台本に書かれていたが、それでは遠藤が普段演じているヤクザの役のようになってしまうため、オーバーなアクションにしている。

アルゴル星人ブランデル
ガスドリンカーズの切り込み隊長。一度にスペシャルポリス50人に取り押さえられたが、平然と押し返した伝説を持つ。いくら飲んでも全く酔わずに戦闘できるほどに酒に強い。武器は大型のバズーカ砲リザードバズーカ。胸のタトゥーレリーフはトカゲ。
最後はデカグリーンと戦い、互角以上に戦うもディーロッド・グリーンクラッシュでデリートされる。
- 名前の由来は「ブランデー」から。大柄な体型に合わせて大きめの肩周りにしている。

アルゴル星人ジーン
ガスドリンカーズの紅一点。敵味方問わず気に入らない男は締め上げる危険で気まぐれな女で、キレると見境がなくなり、仲間も近づかないが、ヴォルガーだけが止めることができる。戦闘後に爪のケアをするほど、身だしなみにうるさい。武器は伸縮自在の鞭スコーピオンビュート。胸のタトゥーレリーフはサソリ。
最後はデカイエロー、デカピンクと戦い、2人を苦しめたが、ツインカムラブリーキックでデリートされる。
- 名前の由来は「ジン」から。女性型のため、髪のようなチューブ状のパーツをあしらっている。

アルゴル星人ウインスキー
ガスドリンカーズの最年少。ジョークを飛ばしながら相手を倒す残虐性を持ち、常に臨戦体制なのか落ち着きがない性格のため、リラックスのために葉巻を愛用する。武器は大振りの刃物ピラニアンナイフ。劇中では自動車の運転もこなす。胸のタトゥーレリーフはピラニア。
最後はデカブルーと対決。白兵戦からマシン戦に移行し、バーツロイドを使って戦いを有利に運ぶがディースナイパー・ブルーフィニッシュでデリートされる。
- 名前の由来は「ウイスキー」から。サイケなキャラだったため、口元がニヤケている。

### その他
フラビージョ、ウェンディーヌ
劇場版でワンカットのみ登場。エンドロールにはフラビージョ、ウェンディーヌともに名前がクレジットされている。
- パンフレットでは名前は「女子大生エイリアン」としか表記していないが、過去に登場したキャラクターであることをほのめかすような記述となっている。

ロケットシップ・ベイビーズ
毎回エンディングで「ミッドナイト デカレンジャー」を演奏しているエイリアンのバンド。
- デザインは企画者104の松井大が担当した。エルヴィス・プレスリーの楽曲「監獄ロック」をモチーフとしており、マイクル・マイクソン以外のメンバーのモチーフは「監獄ロック」の歌詞から取られている。衣装はスペースシャトルと囚人服をモチーフとし、袖口は手錠になっている。
- テレビシリーズでもメインゲストとして登場することが検討されていた。

マイクル・マイクソン
ミクロフォノ星人。ロケットシップ・ベイビーズのメインヴォーカル。劇場版ではバンが訪れたエイリアンバー「ベター・トゥモロー」でライブを行っており、マイクルのみ台詞も用意された。『特捜戦隊デカレンジャー 10 YEARS AFTER』でも冒頭に登場する。
- デザインモチーフはマイク。

トラ・トランペトロング
ウッチェロ星人。ロケットシップ・ベイビーズのトランペット担当。
- デザインモチーフはトランペットと小鳥。

ギータ・ギターズ
マッキナ星人。ロケットシップ・ベイビーズのギター担当。
- デザインモチーフはスポーツカー。オレンジの頬のようなライト部分が目となっている。

ドーラム・ドラッツ
セーディア星人。ロケットシップ・ベイビーズのドラム担当。
- デザインモチーフはシンバルと缶。

ベースティン
セーディア星人。ロケットシップ・ベイビーズのウッドベース担当。
- デザインモチーフは椅子。デザインイメージはブルース調の黒人風。

## 劇場版オリジナルメカ
ブラストバギー
レスリー星の宇宙警察に配備されている銀色のバギー型特殊デカマシン。四輪駆動式で、荒地を高速走行することが可能。劇中では、奇跡的にレスリー星に破壊されずに残っており、レスリー星に一足先に赴いていた、デカブレイクが操縦した。
武器は車体上部に装備しているビーム砲ブラストランチャー。内蔵された特殊なサスペンションによって着地時の衝撃を吸収するため、高所からのジャンプ攻撃を得意とする。
漫画版では、高火力を持つマシン同士での合体は負荷が大きく、なおかつ例え合体ができたとしても火力の影響で自爆してしまうという理由でデカウイングロボとは合体できないという設定が付加されている。
デカレンジャーロボ フルブラストカスタム
デカレンジャーロボにブラストバギーが特捜武装した巨大ロボ。デカマシンのジョイントは全宇宙統一規格であるため、速やかな装着が可能であり、左腕にブラストシールド（車体）と右腕にブラストランチャー（巨大砲塔）、後部バンパーの胸アーマーに分離して、デカレンジャーロボが装着して完成。胸部のパトライト部分にはロールバー状の装甲が追加装備されている。高機動性を維持したまま、攻撃力と防御力をベースアップすることが可能。
必殺技は地上に設置したブラストシールドの先端部を突き刺して支柱にして回転しながら全方位射撃を加えるスピニングブラスト。地上に設置したブラストシールドの上にブラストランチャーを固定した必殺武器フルブラストランチャーを装備したファイナルモードとなり、パトエネルギーを砲身に充填して発射する。どちらも複数の怪重機をまとめて破壊するほどの威力を誇る。

怪重機キラータンク
ガスドリンカーズ所有の巨大戦車型の怪重機で名前の通り下半身がキャタピラになっている。右腕のバルカン砲と左腕のアンカーが武器。ヴォルガーが運用した以外に無人仕様の機体が大量に出てくる。
- 両肩のサーチライトは演出上の必要性からつけられた。レスリー星を蹂躙するシーンは『ターミネーター』をイメージしている。当初は一台のみで対決する予定だったが、塚田の提案でタンク軍団が追加された。

## キャスト
ゲストヒロインであるマリー・ゴールド役は新山千春が演じている。ガスドリンカーズのメンバーはかつて戦隊シリーズに敵幹部として顔出し出演した遠藤憲一、田村円、天祭揚子、岡本美登が起用されている。この他、テレビシリーズのエンディングテーマを歌うささきいさおや、前々作『忍風戦隊ハリケンジャー』の顔出し女性敵幹部2人も出演する。
- 赤座伴番 / デカレッド - 載寧龍二
- 戸増宝児 / デカブルー - 林剛史
- 江成仙一 / デカグリーン - 伊藤陽佑
- 礼紋茉莉花 / デカイエロー - 木下あゆ美
- 胡堂小梅 / デカピンク - 菊地美香
- 姶良鉄幹 / デカブレイク - 吉田友一
- ヴォルガー - 遠藤憲一
- ブランデル - 田村円
- ジーン - 天祭揚子
- ウインスキー - 岡本美登
- レスリー星の少女 - 志田未来、奥村夏未、箕輪萌香、斉藤真生
- フラビージョ - 山本梓（友情出演）
- ウェンディーヌ - 福澄美緒（友情出演）
- マリー・ゴールド - 新山千春
- 白鳥スワン - 石野真子

### 声の出演
- ナレーション - 古川登志夫
- ドギー・クルーガー / デカマスター - 稲田徹
- エージェント・アブレラ - 中尾隆聖
- イーガロイド - 中井和哉
- バーツロイド - 塩野勝美[注釈 4]
- マイケル・マイクソン - ささきいさお（特別出演）

### スーツアクター
宇宙女子大生が登場した直後の屋台のシーンには、デカレンジャー6人とデカマスターの計7人のスーツアクターが顔出しで出演し、それぞれが対応するメンバーの色を服装の一部に付けている。
- デカレッド[25]、デカベースロボ[25] - 福沢博文
- デカブルー[26] - 今井靖彦
- デカグリーン[26] - 三村幸司
- デカイエロー[26] - 橋本恵子
- デカピンク[26] - 小島美穂
- ドギー・クルーガー、デカマスター、デカレンジャーロボ[26] - 日下秀昭
- デカブレイク[27] -   大岩永徳
- 蜂須賀祐一
- 大林勝
- 竹内康博
- 神尾直子
- 山崎広嗣
- 高田瞳
- 中村博亮
- 矢部敬三

以下ノンクレジット
- 大藤直樹
- 佐藤賢一
- 坂手透浩
- 藤榮史哉
- 中島俊介
- 宮川康裕
- 小野友紀
- 橋口未和
- 金森規郎
- 山口喜生
- 宇田卓也
- 杉口秀樹
- 金子佳代
- 中川素州
- 金田進一
- 花川仁教
- 森田龍

## スタッフ
- 製作 - 福湯通夫（東映）、泊懋（東映アニメーション）、早河洋（テレビ朝日）
- 企画 - 鈴木武幸（東映）、木村純一（テレビ朝日）、日達長夫（東映ビデオ）、竹内淳（バンダイ）、永井秀之（アサツー ディ・ケイ）、福中脩（東映エージエンシー）
- 原作 - 八手三郎
- プロデュース - 塚田英明、土田真通、シュレック・ヘドウィック、矢田晃一
- 脚本 - 荒川稔久
- 音楽 - 亀山耕一郎
- 撮影 - 松村文雄
- 美術 - 大谷和正
- 照明 - 竹田勝三
- 整音 - 室菌剛
- 編集 - 州崎千恵子
- 助監督 - 竹本昇
- 進行主任 - 喜多智彦
- 特撮・CG - （株）特撮研究所
- 視覚効果 - 沖満
- キャラクターデザイン - 森木靖泰、松井大、原田吉朗
- 企画協力 - 企画者104
- デザイン協力 - プレックス
- 造型 - レインボー造型企画
- 記録 - 関根秀子
- プロデューサー補 - 泉谷裕
- 製作担当 - 谷口正洋
- アクション監督 - 石垣広文（ジャパンアクションエンタープライズ）
- 特撮監督 - 佛田洋
- 監督 - 渡辺勝也
- 劇場版「ブレイド・デカレンジャー」製作委員会（東映、東映アニメーション、テレビ朝日、東映ビデオ、アサツー ディ・ケイ、東映エージエンシー、バンダイ）

## 音楽
主題歌「THE MOVIE VERSION! DEKARANGER」
作詞 - 藤林聖子 / 作曲 - ゆうまお / 編曲 - 西端幸彦 / 歌 - デカレンボーイズ&ガールズ
ジャスミン&ウメコが歌う「girls in trouble!DEKARANGER」の映画版で、今回は6人全員がメインボーカル。デカレンジャーのオリジナルサウンドトラック『特捜戦隊デカレンジャー 特捜サウンドファイル3』に収録されている。イントロのミニコーナー部分は、本作品を鑑賞したドギーとスワンが登場。なお、エンディング終了後の著作権表示では『特捜戦隊デカレンジャー』のタイトルロゴが登場し、ロゴ下側の文字が「S.P.D.」から「E.N.D.」になっているという凝ったものである。
挿入歌
「ミッドナイト デカレンジャー」
作詞 - 藤林聖子 / 作曲 - 高取ヒデアキ / 編曲 - 亀山耕一郎 / 歌 - ささきいさお、森の木児童合唱団
「レスリーの青い月」
作詞 - 藤林聖子 / 作曲・編曲 - 亀山耕一郎 / 歌 - 小枝
「特捜戦隊デカレンジャー」
作詞 - 吉元由美 / 作曲 - 宮崎歩 / 編曲 - 京田誠一 / 歌 - サイキックラバー

## 映像ソフト化
- 特捜戦隊デカレンジャー THE MOVIE フルブラスト・アクション 潜入捜査ファイル（DVD1枚組、2004年9月21日発売）
  - 本作品のメイキングDVD。
- 特捜戦隊デカレンジャー THE MOVIE フルブラスト・アクション（DVD1枚組、2005年2月21日発売）
  - 映像特典
    - 製作発表会
    - 完成披露試写会舞台挨拶
    - 劇場舞台挨拶
    - 公開直前SP番組インタビュー集
    - 総合プロモーション
    - 特報
    - TVスポット集
    - 劇場版S.P.Dギャラリー
    - ジャッジメントファイル
    - ポスタービジュアル

  - 初回限定特典
    - スペシャルカード

## 漫画
雑誌『特撮エース』No.007 - 009に掲載。竹山祐右作画。2005年6月1日に単行本発売。
ガスドリンカーズやマリーらを含め登場キャラは同じだが、ストーリー展開は映画と大きく異なっており、時系列的にはスワンが変身できることが既に知られているため36話以降となる。
映画には出てこなかったスワットモード、デカスワン、デカウイングロボが登場した。
またデカレッドは、この作品でのみの二段変身ブラストモードを、ヴォルガーはジャアクンドー ヘル・モードを、デカマスターはインパルスベガスラッシュをそれぞれ披露している。

### 漫画版オリジナル要素
ブラストモード
デカスーツの装着者の精神が極限に達した時、リミッターが解除されスーツを構成するデカメタルが拡散して装着者に最も適したスタイルで再定着した際の名称。
作中の形態はデカレッドのジュウクンドーを有効に使用するための超接近戦形態。別名ガン＝カタ・モード。
再変身に併せ、ディーマグナムもハイブリッドマグナムカスタムに、2丁の合体時はハイブラストマグナムに変化している。
通常、リミッターがかけられているのは突出した性能のメンバーがいるとチームプレーに支障をきたしてしまうため。ゆえに基本的にデカスーツの性能は均一になるよう調整されている。
ジャアクンドー ヘル・モード
ヴォルガーが外装をパージして、マッスルギアをむき出しにした超攻速形態。一瞬にして全員のデカスーツを部分破壊する攻撃速度を誇る。
形態変化に際し、銃の外装もパージされ近接戦向きの大型サブマシンガンに変化している。
インパルスベガスラッシュ
ベガスラッシュにベガインパルスを組み合わせた技。その威力はキラータンクを横一文字に両断したほどである。
『特捜戦隊デカレンジャー 10 YEARS AFTER』では逆輸入という形でドギーより渡されたディーソード・ベガを用いてバンが使用している。